# 维特塔尔乌德约格纳加尔
维特塔尔乌德约格纳加尔（Vitthal Udyognagar INA），是印度古吉拉特邦Anand县的一个城镇。总人口4103（2001年）。

## 人口
该地2001年总人口4103人，其中男性2188人，女性1915人；0—6岁人口571人，其中男300人，女271人；识字率69.63%，其中男性为77.83%，女性为60.26%。